# Automatisme de portail
 (avril 2012).
Si vous disposez d'ouvrages ou d'articles de référence ou si vous connaissez des sites web de qualité traitant du thème abordé ici, merci de compléter l'article en donnant les références utiles à sa vérifiabilité et en les liant à la section « Notes et références ».
Un automatisme de portail est un ensemble mécanique commandé par une centrale électronique permettant d'actionner l'ouverture ou la fermeture du portail à l'aide d'opérateur électromécanique. L'automatisation, quel que soit le fabricant, se compose de deux éléments principaux: la mécanique et la partie électronique (unité de commande, ensemble fins de course). La conception de tout entraînement contient des engrenages, une boîte de vitesses, un moteur électrique et d'autres éléments moins importants. L'unité de commande est responsable de la fonctionnalité et de la sécurité, et le moteur tourne uniquement, transmettant les forces aux engrenages d'entraînement à l'aide d'une boîte de vitesses.

## Caractéristiques
Selon la place disponible on peut être amené à utiliser deux types de mécanisme :
- une ouverture similaire à un portail pédiculaire;
- un entraînement transversal
- Un portail coulissant automatisé permet à une personne de commander l'ouverture et la fermeture d'une barrière sans aucune intervention et sans effort.

## Matériaux
Selon l'utilisation (longueur et poids) mais aussi en fonction de l’esthétique recherchée, on pourra choisir :
- Un métal (acier ou aluminium) teinté ou non "au four" ;
- Du bois de différentes essences plus ou moins résistantes mécaniquement et aux intempéries.
- Du plastique teinté ou non dans la masse.

## Sécurité
Il est nécessaire de signaler lorsque le portail est en fonctionnement (gyrophare, lumière clignotante, etc.) de manière à minimiser les risques d'accident.
Un portail pouvant avoir un poids relativement important, il est nécessaire de le choisir pour qu'il soit à même de s’arrêter très rapidement face à un obstacle imprévu (chien, enfant, brouette, etc.), certains mécanisme étant très puissants mais peu à même de détecter l'obstacle et de s’arrêter rapidement, risquant de créer de graves dommages matériel ou humain.
Par sécurité, il est préférable d'alimenter les moteurs en basse tension (12 ou 24V). Néanmoins, le fil venant du bâtiment au portail devra être enterré et protégé par un disjoncteur différentiel 30 mA si du 230 V circule dans le câble allant jusqu'au portail.

## Ouverture en cas de panne du réseau électrique
Il est important de se soucier du fonctionnement en cas de panne du réseau électrique. Il existe essentiellement deux possibilités :
- Ouverture manuelle (avec possibilité de débrayage de l'automatisme) ;
- Ouverture grâce à une batterie de secours.

## Automatismes de portail

### Automatisme de portail à vérin
Cet automatisme de portail est étudié pour motoriser les portails robustes avec une structure métallique capable de résister aux efforts du vérin électromécanique. La position du moteur fait qu'il force quasi parallèlement au portail, d'où la nécessité d'être robuste. Ce système de motorisation est moins bien pour les portails à structure souple comme le PVC, le bois ou l'aluminium, pour lesquels un autre type de système est recommandé.

### Automatisme de portail à bras
L'automatisme de portail à bras est préférable pour tout portail domestique en bois, en acier, en aluminium ou en PVC[réf. nécessaire] (pourvu alors de renforts métalliques) à deux vantaux n’excédant pas 2,50 mètres, 300 kg chacun ainsi que 30 cm de déport entre les gonds du portail et l’arête intérieure du pilier. L'ouverture est possible jusqu'à 120°. Il est aussi recommandé en cas de déports importants (piliers de grandes dimensions).

### Automatisme à galets d'entrainement
Le mécanisme à galets d'entrainement est particulièrement adapté pour les portails où les deux premiers systèmes ne peuvent pas fonctionner correctement :
- Dont le poids est trop important pour les autres types de mécanisme[N 1],[4] ;
- pour les ouvertures asymétriques (angle jusqu’à 180°, portail 1/3, 2/3, etc.)[4].

Par contre le sol doit être relativement horizontal car leur rebattement maximum est de l'ordre de 20 cm.